# Sergia
Sergia is een geslacht van kreeftachtigen uit de klasse van de Malacostraca (hogere kreeftachtigen).

## Soorten
- Sergia bigemmea (Burkenroad, 1940)
- Sergia bisulcata (Wood-Mason & Alcock, 1891)
- Sergia burukovskii Vereshchaka, 2000
- Sergia challengeri (Hansen, 1903)
- Sergia colosii (Cecchini, 1933)
- Sergia crosnieri Vereshchaka, 2000
- Sergia erythraeensis Iwasaki & Couwelaar, 2001
- Sergia extenuata (Burkenroad, 1940)
- Sergia filicta (Burkenroad, 1940)
- Sergia foresti Kensley & Judkins, 2008
- Sergia fulgens (Hansen, 1919)
- Sergia gardineri (Kemp, 1913)
- Sergia grandis (Sund, 1920)
- Sergia hansjacobi Vereshchaka, 1994
- Sergia inequalis (Burkenroad, 1940)
- Sergia inoa (Faxon, 1893)
- Sergia japonica (Spence Bate, 1881)
- Sergia jeppeseni Vereshchaka, 2000
- Sergia kensleyi Vereshchaka, 2000
- Sergia laminata (Burkenroad, 1940)
- Sergia lucens (Hansen, 1922)
- Sergia manningorum Froglia & Gramitto, 2000
- Sergia maxima (Burkenroad, 1940)
- Sergia oksanae Vereshchaka, 2000
- Sergia phorca (Faxon, 1893)
- Sergia plumea (Illig, 1927)
- Sergia potens (Burkenroad, 1940)
- Sergia prehensilis (Spence Bate, 1881)
- Sergia profunda (Spence Bate, 1888)
- Sergia regalis (Gordon, 1939)
- Sergia remipes Stimpson, 1860
- Sergia robusta (Smith, 1882)
- Sergia scintillans (Burkenroad, 1940)
- Sergia splendens (Sund, 1920)
- Sergia stellata (Burkenroad, 1940)
- Sergia talismani (Barnard, 1947)
- Sergia tenuiremis (Krøyer, 1855)
- Sergia umitakae Hashizume & Omori, 1995
- Sergia vityazi Vereshchaka, 2000
- Sergia wolffi Vereshchaka, 1994